# Botanische Jahrbücher für Systematik, Pflanzengeschichte und Pflanzengeographie
Botanische Jahrbücher für Systematik, Pflanzengeschichte und Pflanzengeographie (abreviado Bot. Jahrb. Syst.) es una revista de botánica que fue fundada por Adolf Engler y que proponía un Anuario botánico para la sistemática, filogenia de las plantas y la fitogeografía ISSN 0006-8152), fue publicada en Leipzig, Alemania, y ha continuado su publicación desde 1881 hasta la actualidad. En 2010, esta publicación cambió su nombre por el Plant diversity and evolution: Phylogeny, biogeography, structure and function. ISSN 1869-6155.